# Raymond Xuereb
Raymond Xuereb (ur. 22 września 1952 w Marsa) – maltański piłkarz podczas kariery występujący na pozycji napastnika. Występował w reprezentacji Malty.

## Kariera klubowa
Karierę rozpoczął jako junior we Floriana FC. W 1969 roku dołączył do pierwszego zespołu Floriany. Grał w tym klubie do 1982 roku. Podczas pobytu w tym klubie zdobył 4 mistrzostwa Malty, 2 wicemistrzostwa Malty i 2 puchary Malty. W 1982 przeszedł do Ħamrun Spartans. W 1985 roku odszedł z tego klubu do Naxxar Lions. Później przeszedł do jeszcze dwóch klubów: Għargħur FC i Qrendi FC.

## Kariera reprezentacyjna
W reprezentacji Malty Xuereb zadebiutował 8 grudnia 1971 roku podczas meczu towarzyskiego z reprezentacji Algierii. Mecz zakończył się wynikiem 1:1. Pierwszego gola Xuereb w reprezentacji zdobył 28 września 1973 w meczu towarzyskim przeciwko reprezentacji Kanady. Mecz zakończył się wynikiem 2:0. Karierę reprezentacyjną zakończył w 1985 roku.